# ポインター・シスターズ

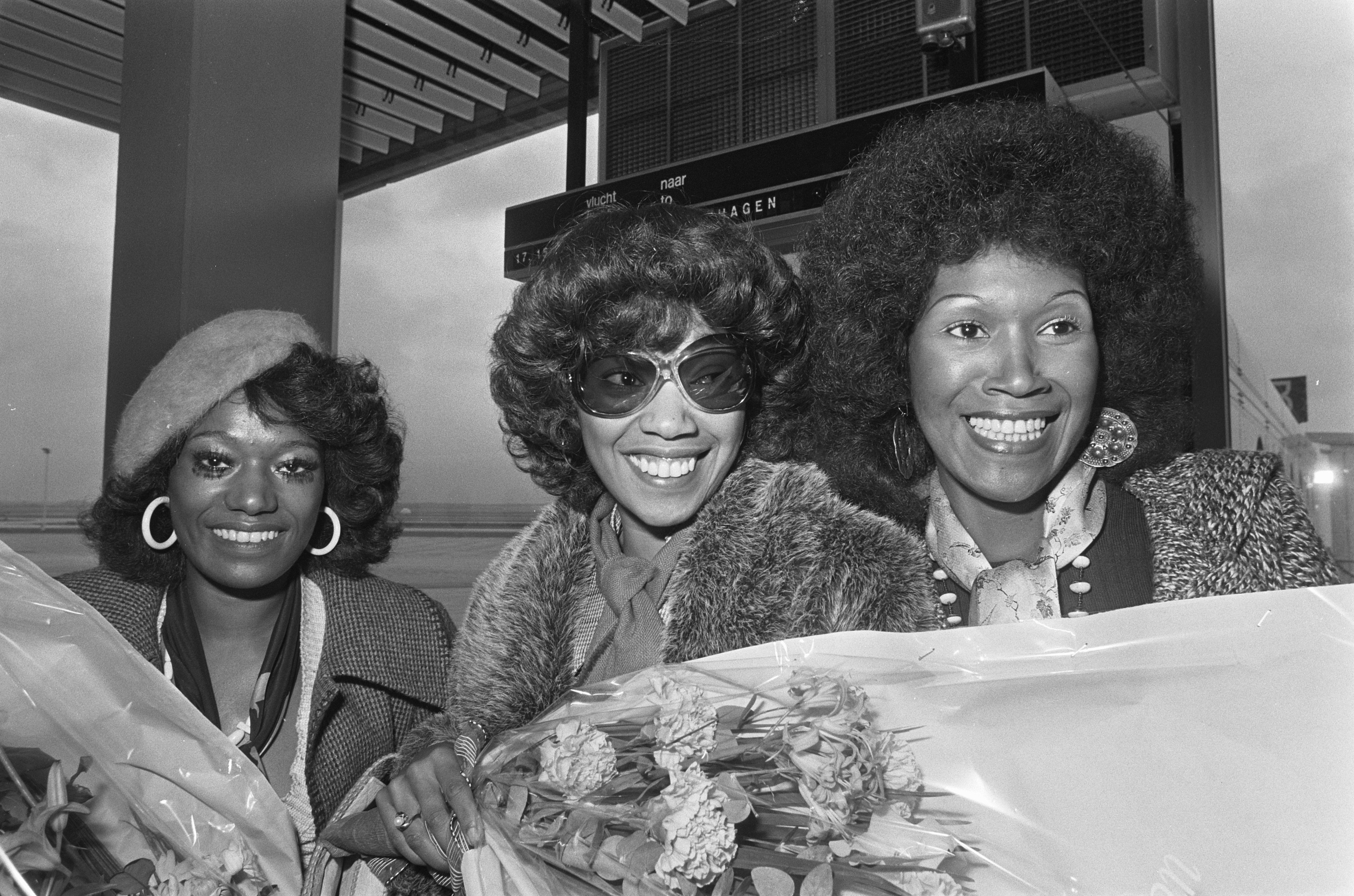
ポインター・シスターズ
（1974年）

ポインター・シスターズ（The Pointer Sisters）は、ポインター姉妹からなるアメリカ合衆国のコーラス・グループ。

## 概要
カリフォルニア州オークランド出身。ルース（Ruth、1946年3月19日 - ）、アニタ（Anita、1948年1月23日 - 2022年12月31日）、ボニー（Bonnie、1951年7月11日 - 2020年6月8日）、ジューン（June、1953年11月30日 - 2006年4月11日）の四姉妹は幼い頃からゴスペルに親しみ、聖歌隊で歌い始める。
1971年にアトランティック・レコードと契約した時は、アニタ、ボニー、ジューンの3人組だった。1972年12月、ルースが加入し4人組となったシスターズはロサンゼルスに渡りブルー・サム・レコードに移籍。1973年2月に発売されたシングル「イエス・ウィ・キャン・キャン」（アラン・トゥーサンの作）はビルボードのポップチャートで11位を記録するヒットとなった。
ノスタルジックなジャズやカントリーのスタイルで、1975年には「Fairytale」でグラミー賞の最優秀カントリー・ボーカル・グループ賞を受賞した。その後はR&Bやディスコ系に方向性を模索しつつ、1977年にはボニーがソロ転向のため脱退、3人組となる。
その後も「ファイア」「スロー・ハンド」などのヒットを放つ。1984年には流行のダンサブルなサウンドで4曲のトップ10ヒットを放ち、グラミー賞で2部門を獲得するなど、キャリアの絶頂を極めた。1985年にはUSAフォー・アフリカに参加し、「ウィ・アー・ザ・ワールド」のコーラスを担当。1990年代以降は表舞台から遠ざかったが、1996年のアトランタオリンピックの閉会式で歌を披露している。2006年、ジューンが癌のため死去。2009年からはルースの孫のサダコ（Sadako Ruth Pointer Johnson、1984年 - 、母親が日本人）が加わって活動している。2022年12月31日には、アニタ・ポインターも他界している。
なおポインター家の長兄・アーロンは元・プロ野球選手で、日本でも西鉄ライオンズでのプレー経験がある。
2026年5月26日にアメリカ合衆国のロックスター・ゲームスから発売予定の『グランド・セフト・オートVI』（以下、GTAVI）の第二弾トレーラーが2025年5月に公開され、ポインター・シスターズの「ホット・トゥゲザー」が使用された。24時間で、GTAVIのトレーラーが4.7億回以上の再生回数を記録し、日本のみならず海外で知名度が上がった。トレーラー公開直後には配信数も182%上昇。Spotifyにおいては ストリーム数が18万2000％増加したと発表された。

## ディスコグラフィ

### スタジオ・アルバム
- 『ポインター・シスターズ』 - The Pointer Sisters (1973年)
- 『ザッツ・ア・プレンティ』 - That's a Plenty (1974年)
- 『ステッピン』 - Steppin' (1975年)
- 『ハヴィング・ア・パーティー』 - Having a Party (1977年)
- 『エナジー』 - Energy (1978年)
- 『褐色の罠』 - Priority (1979年)
- 『スペシャル・シングス』 - Special Things (1980年)
- 『ブラック&ホワイト』 - Black & White (1981年)
- 『ソー・エキサイテッド』 - So Excited! (1982年)
- 『ブレイク・アウト』 - Break Out (1983年)
- 『コンタクト』 - Contact (1985年)
- 『ホット・トゥゲザー』 - Hot Together (1986年)
- 『シリアス・スラミン』 - Serious Slammin' (1988年)
- 『ライト・リズム』 - Right Rhythm (1990年)
- Only Sisters Can Do That (1993年)